# Regierungsunmittelbare Stadt (Volksrepublik China)
Die regierungsunmittelbaren Städte der Volksrepublik China (chinesisch 直轄市 / 直辖市, Pinyin zhíxiá shì, wörtlich: „direkt regierte Stadt“) sind Verwaltungseinheiten auf Provinzebene.

## Status
Analog zu den kreisfreien und bezirksfreien Städten in China, die keinem Kreis oder Bezirk, sondern stattdessen der nächsthöheren Verwaltungsebene unterstehen, sind die regierungsunmittelbaren Städte gewissermaßen „provinzfreie Städte“, d. h. sie sind nicht Teil einer Provinz, sondern unterstehen der nächsthöheren Verwaltungsebene, also direkt der chinesischen Zentralregierung. In der Verwaltungshierarchie haben sie damit den gleichen Rang wie die Provinzen und Autonomen Gebiete.
Da China ein Einheitsstaat ist, handelt es sich bei den Provinzen nicht um Gliedstaaten (wie den deutschen oder österreichischen Ländern) und bei den regierungsunmittelbaren Städten nicht um Stadtstaaten (wie etwa Wien, Berlin, Hamburg oder Bremen).

Chinas regierungsunmittelbare Städte (Nummerierung, wie unten aufgeführt)

## Liste
Es gibt in China vier regierungsunmittelbare Städte. Diese sind:
1. Peking, die Hauptstadt Chinas;
2. Tianjin, 120 km südöstlich von Peking gelegene Hafenstadt;
3. Chongqing, die flächenmäßig weitaus größte und auch einwohnermäßig größte der vier Städte, deren Verwaltungsgebiet früher das östliche Siebtel der Provinz Sichuan bildete;
4. Shanghai, die Wirtschafts- und Finanzmetropole an der Mündung des Jangtsekiang.